# Sangalopsis marginata
Sangalopsis marginata är en fjärilsart som beskrevs av W. Warren 1895. Sangalopsis marginata ingår i släktet Sangalopsis och familjen mätare. Inga underarter finns listade.